# Вулкански манастир
 Тази статия е за манастира.  За вулкана вижте Вулкано.  
Вулканският манастир (на гръцки: Μονή Βουλκάνου) е мъжки манастир посветен на Успение Богородично към Месинската митрополия на Църквата на Гърция. Намира се на Итоми на мястото на античното светилище на Зевс. Вулкано е най-големият православен манастир на полуострова по османско време, обитаван от близо стотина монаси.
Преданието свързва основаването му с времето на управлението на византийския император Лъв III Исавър (около 726 г.), когато монасите, преследвани от иконоборците, се укриват в планините. За достоверна се приема хипотезата, че манастирът възниква в края на XIII век – началото XIV век с ориентир времето на Андроник Асен. През 1573 г. Вулкано се сдобива със статут на ставропигия от вселенския патриарх Йеремия II Константинополски, който е потвърден през 1639 г. и от Кирил II Кондарис.
Първоначално византийският католикон е еднокорабна базилика с притвор, изградена с камъните от езическото светилище. През 1625 г. монасите напускат Вулкано поради отдалечеността и липсата на вода и основават нов манастир надолу по склона (между селата Валира и Мавромати). Тук е пренесена чудотворната икона на „Богородица Вулканиотиса“. Построеният през 1701 г. нов кръстокуполен храм във византийски стил е осветена в чест на Рождество Богородично, обаче денят на Успение на Пресвета Богородица остава патронен празник. Катедралата е изписана през 1732 г., но стенописите са силно повредени от турците, които превземат манастира по заповед на Ибрахим паша през 1825 г. 
В манастирската библиотека се съхраняват ръкописи и старопечатни книги, читири патриаршески сигилии и други документи, а в ризницата се съхраняват старинни църковни одежди и утвар. Към 2022 г. манастирът се обитава постоянно от двама монаси. 